# Peania
Peania (Grieks: Παιανία) is sedert 2011 een fusiegemeente (dimos) in de Griekse bestuurlijke regio (periferia) Attica.
De twee deelgemeenten (dimotiki enotita) van de fusiegemeente zijn:
- Glyka Nera (Γλυκά Νερά)
- Paiania (Παιανία)